# Constance Calenda
Constance Calenda var en italiensk läkare. 
Hon studerade vid universitetet i Salerno omkring år 1415. Hon var kirurg och specialiserade sig kring ögonsjukdomar. 
Hon räknas till en av de så kallade damerna i Salerno.